# Тефрит

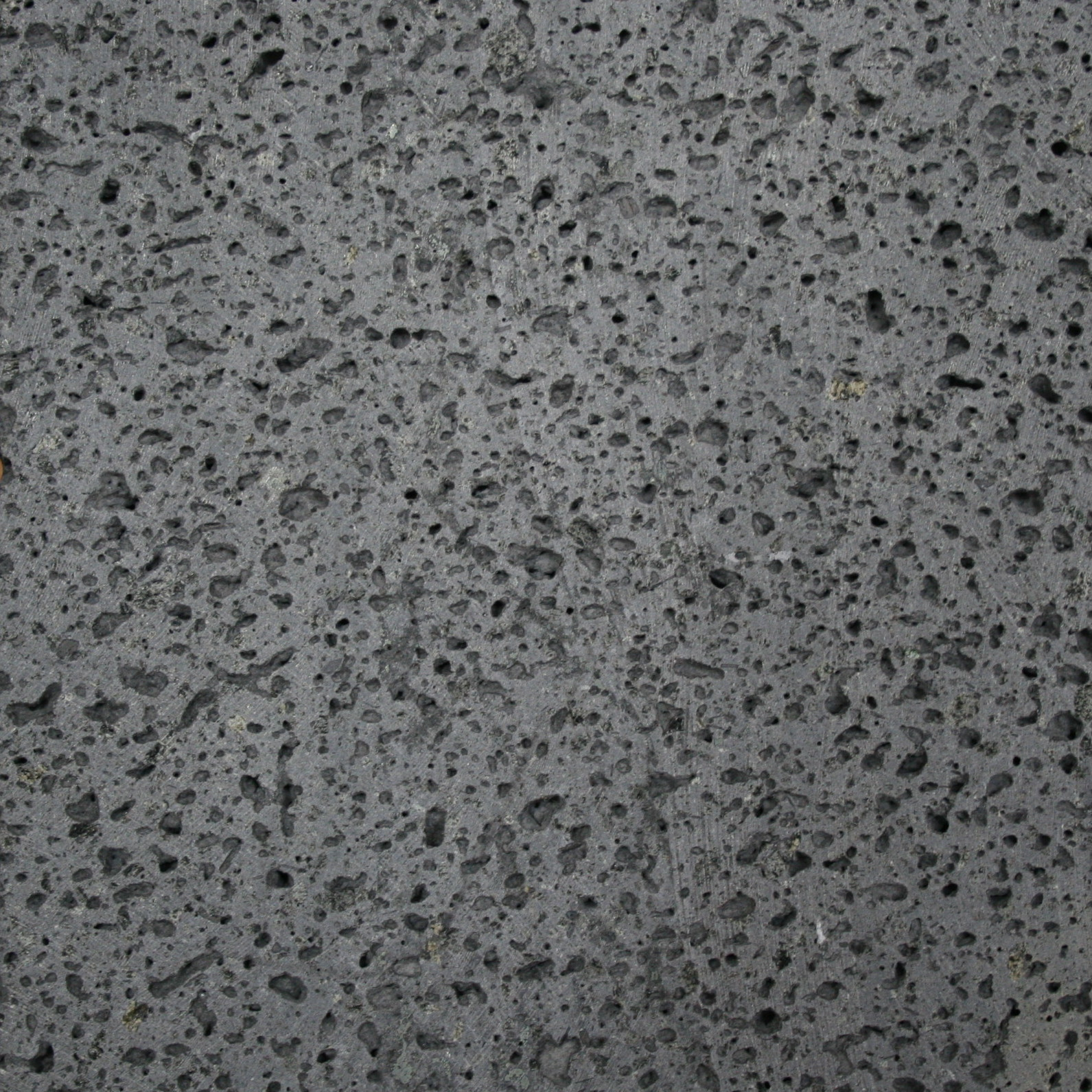
Лейцит і тефрит, Німеччина.

Тефрит (рос. тефрит, англ. tephrite, нім. Tephrit m) – ефузивна гірська порода тералітового типу. Зустрічається у основній масі і серед порфірових виділень. Включає плагіоклаз, нефелін, лейцит, піроксен (авгіт), іноді біотит, амфібол, гаюїн, магнетит.  Основна маса тонкозерниста, склувата. За складом виділяють нефелінові та лейцитові тефрити. При наявності олівіну – базаніт.
Прояви тефриту з лейцитом відомі недалеко від Гейдельберга, Німеччина, фонолітового тефриту - в Монте Вультуре, Базиліката, Італія і базанітового тефриту - в Намібії.
ТЕФРОЇДИ – гірські породи, що виникли з обкатаного нелітифікованого пірокластичного матеріалу (І.Хворова, Л.Сібіркіна, 1968).